# غريغور ونبوءة باين
غريغور ونبوءة باين (بالإنجليزية: Gregor and the Prophecy of Bane)‏؛ رواية فنتازية ضمن أدب الأطفال، من تأليف الروائية الأمريكية سوزان كولنز، صدرت عن مؤسسة إستلاستيك في 1 سبتمبر 2004، وهي ثاني روايات خماسية سجلات أندرلاند.